# Erlangea eupatorioides
Erlangea eupatorioides là một loài thực vật có hoa trong họ Cúc. Loài này được Hutch. & B.L.Burtt mô tả khoa học đầu tiên năm 1932.